# Ночной показ аниме
Ночной показ аниме (яп. 深夜アニメ, late night anime) — термин, используемый в Японии для обозначения аниме-сериалов, показ которых по телевидению проходит поздней ночью или ранним утром, обычно в пределах между 23:00 и 4:00. При этом иногда в программе передач время указывается в формате, превышающем 24 часа (например, «25:30» или «26:00» — так может обозначаться 1:30 и 2:00 соответственно).

## Обзор
Ночной показ аниме нацелен на поклонников аниме среди подростковой и взрослой аудитории. Одной из причин показа аниме в ночное время является выпуск соответствующего сериала в формате DVD, который либо уже осуществляется, либо планируется в дальнейшем. Многие показываемые аниме созданы на основе манги, романов лайт-новел или видеоигр. Жанры демонстрируемых аниме обычно выбираются из предпочитаемых фанатами, например, романтическая комедия, повседневность или научная фантастика, но могут быть и другие. Большинство сериалов, состоящих из 12—13 либо 24-26 серий, выходит в эфир в течение 3 или 6 месяцев, однако по каналу Nippon Television подобные сериалы транслировались дольше.

## Различия между телеверсией и DVD-версией
Если аниме, транслировавшееся ранее в ночное время, выходит на видео или DVD, то оно обычно имеет несколько отличий от телевизионной версии, а именно:
- Улучшенное качество анимации.
- Сцены без цензуры.
- Добавление новых фрагментов видео, например, ответвлений или эпилогов (в том числе открывающая или закрывающая заставки, если они были вырезаны при телепоказе из-за нехватки эфирного времени).

## Зона вещания
По состоянию на июль 2006 года в Японии транслировалось в общей сложности 95 аниме-сериалов, из которых 67 — в ночное время (включая аниме, показываемое по спутниковому и дециметровому телевидению). Однако не все показываемые сериалы общенациональны. Например, в Токио в общей сложности показывалось 49 сериалов, а на Окинаве из них транслировались только 3.

## История
Одними из первых аниме, показанных в ночное время, были Sennin Buraku (яп. 仙人部落) (1963—1964), Lemon Angel (яп. レモンエンジェル Рэмон Эндзэру) (1987) и Super Zugan (яп. スーパーヅガン Су:па: Дзуган) (1992). Все они транслировались по каналу Fuji TV и привлекли к себе небольшое внимание.
Настоящим первопроходцем в ночном показе аниме стал сериал Those Who Hunt Elves (яп. エルフを狩るモノたち Эруфу во кару монотати), показанный по TV Tokyo. К тому же несколько ночных радиошоу, в которых принимали участие актёры озвучивания, приобрели популярность среди публики. Продюсеры из телевидения предположили, что если подобные радиопрограммы, транслируемые в ночное время, оказались настолько популярными, то же самое ждёт и телепередачи. Результат оказался соответствующим их ожиданиям, и поэтому канал TV Tokyo продолжил выделять временные интервалы в ночное время. К 1997 году количество таких временных интервалов на телевидении возросло, что легло в основу понятия «Ночной показ аниме». После успеха «Евангелиона» количество создаваемых аниме резко увеличилось, и многие сериалы показывались в ночное время. Так, по каналу Nippon Television транслировалось аниме «Берсерк».
В 1998 году на канале Fuji TV был возобновлён ночной показ аниме. К тому же станция спутникового вещания WOWOW выделила временной блок, по которому впервые транслировалась полная версия аниме Cowboy Bebop (яп. カウボーイビバップ Каубо:й Бибаппу, «Ковбойский бибоп») (до этого урезанная версия данного аниме была показана по каналу TV Tokyo в вечернее время).

## Цензура
Японские телевизионные каналы не имеют чёткой системы возрастных рейтингов. Единственным ограничением является запрет на открытый показ половых органов, установленный японским законодательством.
В настоящее время на каналах TV Tokyo и Fuji TV цензуре подвергается показ обнажённых тел и женского нижнего белья.

## За пределами Японии
Ночной показ аниме распространён и в других странах, однако некоторые аниме не демонстрируются по телевидению и доступны только в форматах DVD, Blu-Ray или в Интернете. Аниме-сериалы, показанные в ночное время в Японии, в других странах могут показываться в более удобное для зрителей время по обычным или платным каналам (например, по The Anime Network или Animax). Возможна ситуация, когда аниме, показанное в прайм-тайм в Японии, в других странах транслируется ночью. Так, например, популярные сериалы «Блич» и «Стальной алхимик» в Японии транслировались в вечернее время, а в Соединённых Штатах — поздней ночью, а в Гонконге в полночь показывалось аниме Dragon Ball Z.